# 兵士の燃料

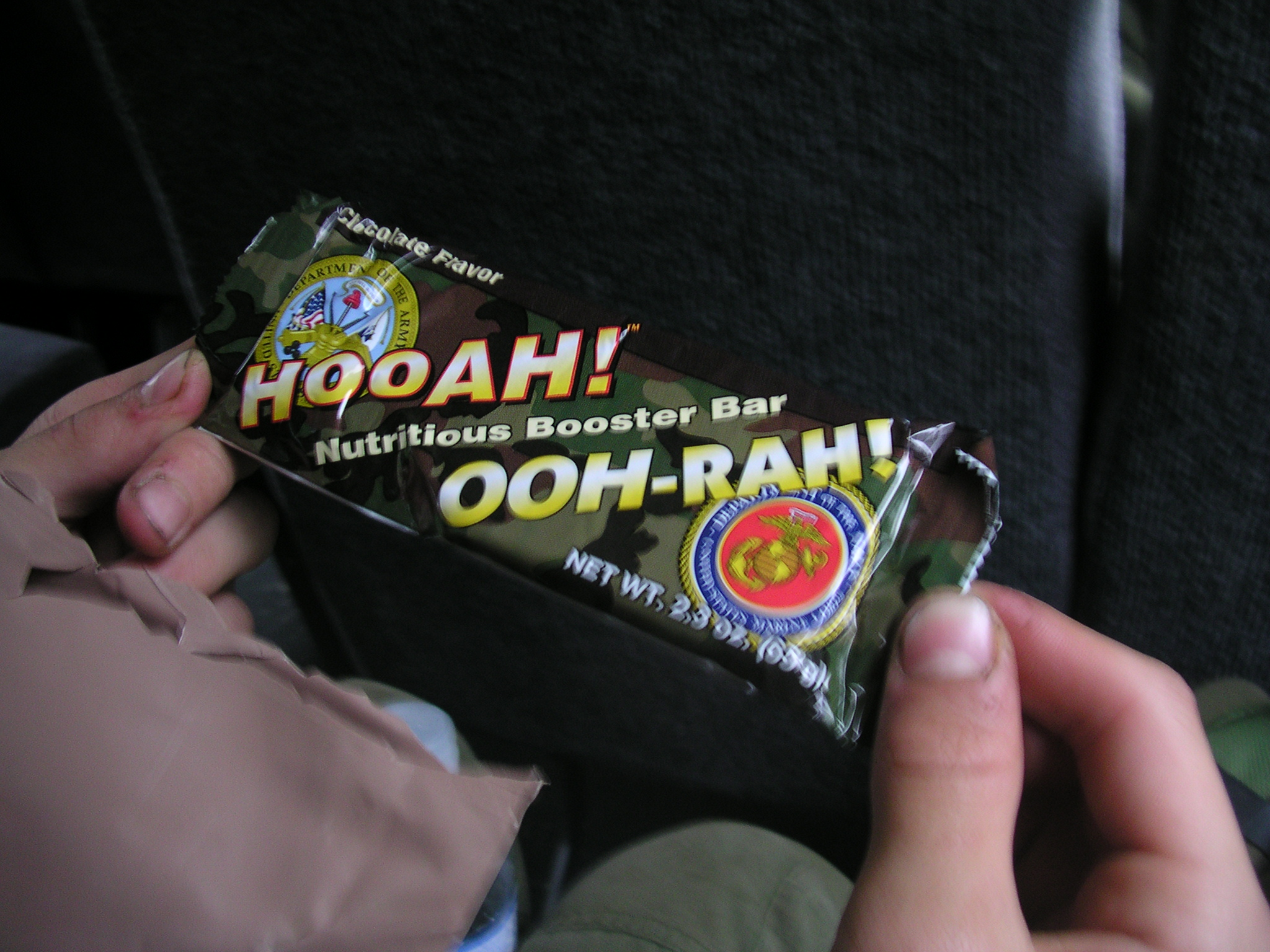
MREに含まれるHooah! バーの古いデザイン

兵士の燃料（へいしのねんりょう）バー（英: Soldier Fuel bar）は、一般にはHooah!バー（英: Hooah! bar）として知られている、1996年にアメリカ軍によって開発された、乳製品をベースにしたカルシウム摂取用のエナジーバーである。当初はMRE、MCW、FSRなど、兵士の個人用野戦レーションに含まれていた。

## 起源
名前の由来は軍事スラングの「hooah」。HUA（Heard、Understood、Acknowledged―聞きました、理解しました、承知しました。）にちなむ。
通常はアメリカ軍の兵士によって消費され、当初は包装の片側に「HOOAH!」及びアメリカ陸軍紋章が、もう片側に「OOH-RAH!」及びアメリカ海兵隊紋章が印刷されていた（海兵隊では「hooah」に相当する語が「oorah」で、「ooh-rah」はその変形である）。新しい包装では同じ側に両方のロゴがある。商業用のバージョンではその代わりに、アメリカ合衆国の丸いロゴを特徴とする。
最初の軍用HOOAH! バーはアップル-シナモン、チョコレート、ラズベリー、クランベリー、ピーナッツバター味だった。ファースト・ストライク・レーションに含まれるファースト・ストライク・バー(より小さく、濃縮されている)はピーナッツバターがモカに代替されている。

## 商業用入手
2004年、ダンドレアブラザーズLLCが、HOOAH! バーの商業販売を許可され、同年に市場へ販売を開始した。バーは現在では「HOOAH!」ではなく「兵士の燃料」と名付けられ、270-280カロリー、10グラムのタンパク質、8-9グラムの脂肪、40-42グラムの炭水化物を含む。
その後、2021年より兵士の燃料ブランドのエナジードリンクも発売された。